# Cattleya lueddemanniana
Cattleya lueddemanniana là một labiate Cattleya loài phong lan. Số nhiễm sắc thể lưỡng bội của C. lueddemanniana là 2n = 40.

## Footnotes and Liên kết ngoài
1. ↑  page 251 of L. P. Felix and M. Guerra: "Variation in chromosome number and the basic number of subfamily Epidendroideae (Orchidaceae)" Botanical Journal of the Linnean Society 163(2010)234—278. The Linnean Society of London. Downloaded October 2010 from http://onlinelibrary.wiley.com/doi/10.1111/j.1095-8339.2010.01059.x/abstract

## Hình ảnh

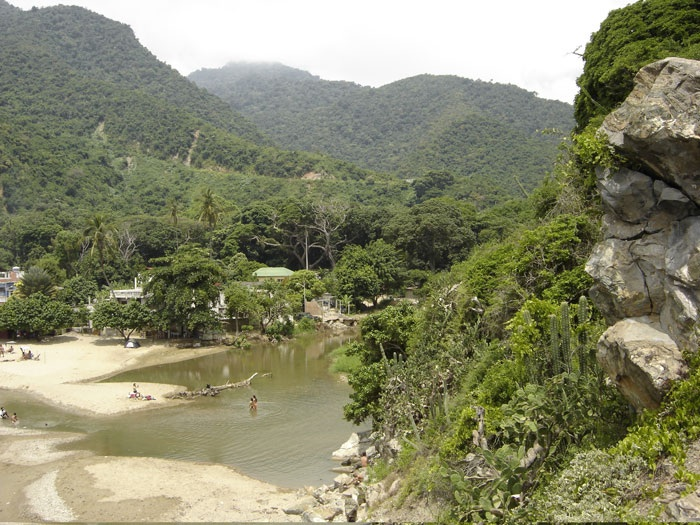
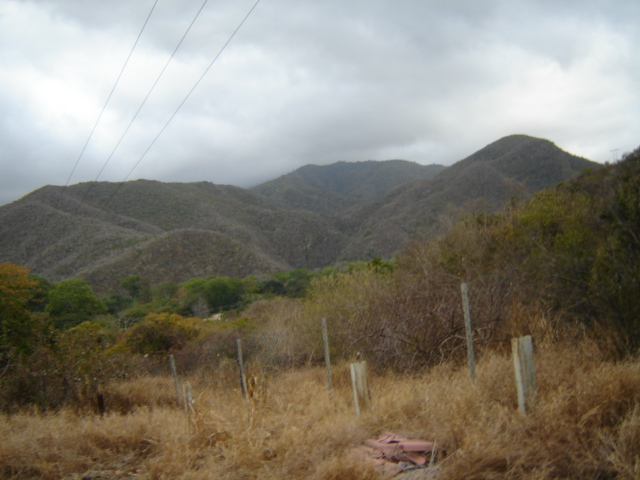
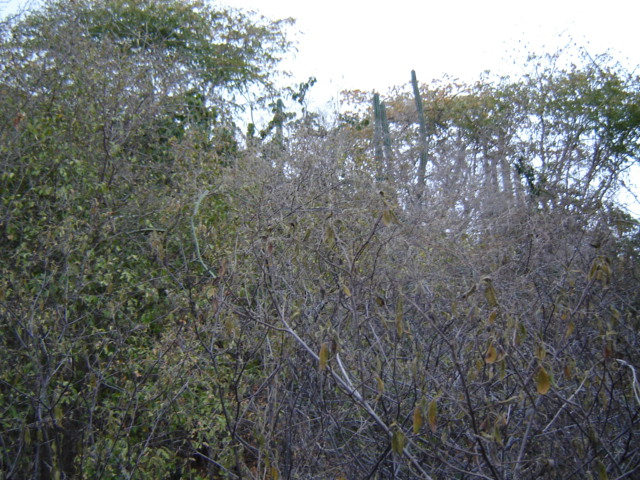

- Tập tin:Biotipos(C.lueddemanniana).jpg